# Rote Mare
Rote Mare war eine australische Doom-Metal-Band aus Adelaide, die 2005 gegründet wurde und sich 2017 auflöste.

## Geschichte
Die Band wurde im Jahr 2005 als Soloprojekt von Philip Howlett gegründet. Bis 2009, in dem Jahr, in dem Rote Mare durch weitere Mitglieder auf eine Band erweitert wurde, veröffentlichte Howlett insgesamt acht Demos. 2010 schloss sich mit Sorrows Path die erste EP an. Nach dem 2011er Debütalbum Serpents of the Church folgten 2013 die beiden Alben The Invocation und The Kingdom. 2017 kam es zur Auflösung der Band.

## Stil
Laut Brian Giffin in seiner Encyclopedia of Australian Heavy Metal spielt die Band traditionellen Doom Metal, der seine Wurzeln in den 1970er Jahren habe. Andreas Stappert vom Rock Hard schrieb in seiner Rezension zu Serpents of the Church, dass die Gruppe unoriginellen Doom Metal spielt, der „ein derb ausgebremster Sturm mit Windgeschwindigkeiten im gepflegten Kriechtempo“ sei. Dabei klinge die Musik als sei die Gruppe durch die ersten vier Alben von Black Sabbath beeinflusst worden. Dies werde nicht nur textlich und musikalisch (bei letzterem verwies Stappert besonders auf War Pigs von Black Sabbath), sondern auch durch Liedtitel wie Children of the Sabbath deutlich. Auch seien Spuren von Reverend Bizarre, Saint Vitus und frühe Electric Wizard erkennbar. Markus Endres von Metal.de schrieb in seiner Rezension zur Split-Veröffentlichung mit Dire Fate, dass Rote Mare „im traditionellem, melodischen Doom Metal beheimatet“ ist, wobei „die Atmosphäre aber ungleich makabrer“ als bei Dire Fate sei. Der Gesang sei anspruchsvoll und habe einen theatralischen, klagenden Charakter. Gelegentlich werde ein Gothic-Charakter deutlich und man verwende manchmal Riffs im Stil von Tony Iommi.

## Diskografie
- 2005: American Terrorist (Demo, Eigenveröffentlichung)
- 2005: Funeral Songs (Demo, Eigenveröffentlichung)
- 2006: Funeral Songs II (Demo, Eigenveröffentlichung)
- 2006: The Red Sea (Demo, Eigenveröffentlichung)
- 2007: The Red Sea II (Demo, Eigenveröffentlichung)
- 2008: In Ruins (Demo, Eigenveröffentlichung)
- 2008: Corruption (Demo, Eigenveröffentlichung)
- 2009: Trilogy III (Demo, Eigenveröffentlichung)
- 2010: Sorrows Path (EP, Rotedoom Records)
- 2011: Serpents of the Church (Album, Altsphere Production)
- 2013: Dire Fate / Rote Mare (Split mit Dire Fate, Rotedoom Records)
- 2013: The Hour of Doom (Demo, Eigenveröffentlichung)
- 2013: The Invocation (Album, Rotedoom Records)
- 2013: The Kingdom (Album, Rotedoom Records)
- 2013: Various Failures "Live" (Kompilation, Eigenveröffentlichung)